# 武藤博己
武藤 博己（むとう ひろみ、1950年 - ）は、日本の行政学者。法政大学大学院公共政策研究科教授。辻清明の門下。

## 略歴
1950年、群馬県高崎市に生れる。1975年、法政大学法学部政治学科卒業、1977年、国際基督教大学大学院行政学研究科博士前期課程修了。1978年、国際基督教大学教養学部助手、1983年、財団法人行政管理研究センター研究員、1985年、国際基督教大学大学院行政学研究科博士後期課程修了、『イギリス道路行政の展開：1555年～1939年における道路管理システムの歴史的発展』で学術博士（Ph.D.）を取得、法政大学法学部政治学科助教授に就任する。1989年、教授、現在は法政大学大学院公共政策研究科教授。また、日本行政学会の顧問を務めている。

## 書籍

### 単著
- 『イギリス道路行政史-教区道路からモーターウェイへ』（東京大学出版会、1995）
- 『入札改革-談合社会を変える』（岩波書店、2003）
- 『自治体改革（2）自治体経営改革』（ぎょうせい、2004）
- 『自治体の入札改革-政策入札-価格基準から社会的価値基準へ-』（イマジン出版、2006）
- 『道路行政』（東京大学出版会、2008）

### 共著
- 『ホーンブック行政学』（北樹出版、1999）
- 『ホーンブック 基礎行政学』（北樹出版、2009）

### 編著
- 『自治体職員制度の設計-実態に即した人事行政改革』（公人社、2007）
- 『東アジアの公務員制度』（法政大学現代法研究所、2013）

### 共訳
- 『比較官僚制成立史-フランス、日本、アメリカ、イギリスにおける政治と官僚制』（三嶺書房、2003）

### 監修
- 『社会資本投資の費用・効果分析法-東京湾アクアライン・常磐新線評価の実際』（東洋経済新報社、1997）
- 『入札改革へのアプローチ 予定価格論: 政府調達における予定価格算定業務の発展的向上に関する研究』（太郎丸出版、2021）

## 参考
- 法政大学大学院-教員プロフィール-武藤博己